# Abschied von Sidonie

Diogenes-Ausgabe von 1989

Abschied von Sidonie ist eine Dokumentarerzählung des österreichischen Autors Erich Hackl (* 1954) über das Schicksal des Romamädchens Sidonie Adlersburg, das 1933 als Säugling in eine österreichische Pflegefamilie gegeben wurde und 1943 in Auschwitz umkam. Die Erzählung stammt aus dem Jahr 1989. Abschied von Sidonie war nach Auroras Anlass die zweite veröffentlichte Erzählung Hackls.

## Entstehungsgeschichte
Auf Sidonie Adlersburgs Schicksal wurde Hackl 1987 durch Franz Draber aufmerksam gemacht. In der Folge kam es zu intensivem Kontakt mit der Familie Breirather, bei der das Mädchen in Pflege gewesen war.
Als Ergebnis seiner Zeitzeugengespräche und aufwändiger Archivrecherche schrieb Erich Hackl erst zwei kürzere Texte über Sidonie Adlersburg und ein Drehbuch mit dem Titel Sidonie, das 1988 den 1. Preis im Europäischen Drehbuchwettbewerb erhielt und unter der Regie von Karin Brandauer 1990 verfilmt wurde.
Die Erzählung Abschied von Sidonie entstand erst nach diesen Texten. Sie weicht in Teilen davon ab, weil Hackl 1988 Joschi Adlersburg, einen leiblichen Bruder Sidonies und Augenzeugen ihres Todes, kennenlernte und von ihm weitere Informationen über deren letzte Tage erhielt. Joschi Adlersburg erklärte, dass seine Schwester nicht, wie früher allgemein verbreitet, an Typhus oder im Gas gestorben sei, sondern an „Kränkung“. Sie habe nach der Trennung von ihrer Pflegefamilie nicht mehr gegessen und geschlafen, bis sie gestorben sei.
Abschied von Sidonie wurde bald zur Schullektüre; neben der Erzählung und dem Film, der in einer DVD-Edition angeboten wird, wurde auch ein Materialienband (Materialien zu „Abschied von Sidonie“, Diogenes Verlag, Zürich 2000) publiziert.

## Inhalt
Hackl versteht sich als Chronist des historischen Falles und schildert in lakonischer Sprache das kurze Leben des Findelkindes Sidonie, das von einer politisch engagierten Arbeiterfamilie in Pflege genommen und wie die eigene Tochter betrachtet wird, bis schließlich die örtlichen Fürsorgebehörden gemäß der NS-Ideologie das „artfremde“ Kind gegen massiven Widerstand der Pflegeeltern seiner leiblichen Mutter zuführen, um es mit einem großangelegten Transport der österreichischen Roma und Sinti in das sogenannte Zigeunerlager des KZ Auschwitz-Birkenau zu deportieren. Dort stirbt Sidonie nach Aussage ihres Bruders, weil sie, höchst traumatisiert durch den Verlust ihrer Bezugspersonen, auf Essen und Schlafen verzichtet.
Die Erzählung, die unter anderem in der literarischen Tradition der Novellen Heinrichs von Kleist steht, verbindet Originaltexte aus Dokumenten mit fiktionalen, aber immer auf Zeugenberichten gestützten Dialogen. Eines Kommentars enthält sich der Autor fast immer.
Am 18. August 1933 findet der Krankenhauspförtner in Steyr nachts einen Säugling mit beigegebenem Zettel: „Ich heiße Sidonie Adlersburg und bin geboren auf der Straße nach Altheim. Bitte um Eltern.“ Das stark rachitische Mädchen wird im Krankenhaus versorgt, während die Behörden nach der Mutter suchen. Nach einigen Wochen erfolgloser Suche bietet das Jugendamt das Kind zur Pflege an. Angesichts der schlechten wirtschaftlichen Bedingungen in und um Steyr sucht man den Säugling in einer Familie mit gesichertem Einkommen unterzubringen. Doch die erste Pflegemutter, eine Schlossersgattin in Steyr, bringt Sidonie nach wenigen Tagen zurück ins Krankenhaus. Ihr Mann hat gedroht, sich von ihr zu trennen, falls sie darauf besteht, das dunkelhäutige Kind bei sich zu behalten.
Danach wird das Baby Josefa Breirather angeboten, die in einem großen Mietshaus in Letten wohnt. Frau Breirather, Mutter eines leiblichen Sohnes namens Manfred, die gern noch mehr Kinder bekommen hätte, entscheidet sich sofort für Sidonie. Zusammen mit ihrem sozialdemokratisch eingestellten und politisch aktiven Mann Hans Breirather – Letten gilt damals insgesamt als „rot“ – zieht sie Sidonie wie eine Tochter auf. Später wird auch noch Hilde, im selben Alter wie Sidonie, als Pflegekind aufgenommen. Die Familie hat in der Zwischenkriegszeit wegen Hans Breirathers Unbestechlichkeit und seiner Ablehnung politischer Verlockungen – weder durch Nationalsozialisten noch Christlichsoziale – viel unter Anfeindungen zu leiden. Hans wird nach den Februarkämpfen verhaftet und erlebt im Polizeigefängnis Steyr die Hinrichtung Josef Ahrers mit. Hans wird zu einer 18-monatigen Gefängnisstrafe verurteilt, die wegen der erzwungenen nachträglichen kirchlichen Trauung auf ein Jahr verkürzt wird. Aus dem „roten“ wird nach und nach ein „braunes“ Letten. Von Anfang an begegnen die Breirathers mit ihrem dunkelhäutigen Pflegekind auch rassistischen Vorurteilen; so weigert sich etwa der Hausarzt, etwas für das kranke Baby zu tun, das erst durch die Hilfe einer alten kräuterkundigen Frau von seinen Überbeinen und seinen eitrigen Ausschlägen kuriert wird, und Sidonie wird öfters als Negerkind oder ähnlich bezeichnet. Andererseits erfährt das Mädchen aber auch Zuwendung von vielen Personen; so sorgt etwa eine Bekannte der Familie Breirather noch 1942 dafür, dass sie gefirmt wird, schenkt ihr aus diesem Anlass eine schöne Puppe und feiert das Ereignis mit einem Ausflug auf den Pöstlingberg. Aber auch dort werden andere Besucher auf das dunkelhäutige Mädchen aufmerksam und Frau Hinteregger und Sidonie ziehen sich rasch zurück: „Andere Besucher wurden auf sie aufmerksam. Ein älterer Mann begann zu dozieren: Bei uns gibt’s keine Neger. Dank unserm Führer […] Vielleicht ist sie ein Zigeunermäderl […] Jetzt wollte er sich das Mädchen noch einmal genau ansehen. Aber die Stelle, an der er sie eben noch gesehen hatte, war leer.“
Die Situation hat sich allerdings schon im März 1938 verschärft, als die deutsche Wehrmacht in Österreich einmarschiert ist. Seitdem wird auch hier das menschenverachtende NS-Regime mit aller Härte durchgesetzt. Denunziantentum ist an der Tagesordnung und politisches Agieren im Untergrund lebensgefährlich. Im Mietshaus wohnen nun auch „Volksgenossen“ aus dem Sudetenland, die sich abfällig über Sidonie äußern. Die Sozialistischen Wehrturner treten geschlossen der SA bei, um wieder in ihrer alten Halle trainieren zu können. In der Nachbarschaft des Wohnhauses wird ein Arbeitslager errichtet. Die alte Waffenfabrik nimmt wieder ihren Betrieb auf. Hans Breirather, nach wie vor überzeugter Sozialist, wird von Kollegen gewarnt: Er werde ständig bespitzelt. Dennoch beginnt er im Widerstand aktiv zu werden.
Sidonie und Hilde werden 1939 eingeschult. Sidonie ist eine schwache Schülerin, fühlt sich aber in der Schule sehr wohl. Mit ihrer Unverdrossenheit und ihrem fröhlichen Wesen ist sie anfangs noch gut integriert und zeigt der Lehrerin, wie sehr sie sie mag. Gegen despektierliche Äußerungen wegen ihrer dunklen Hautfarbe wehrt sie sich oft mit der Behauptung, sie sei nur von der Sonne verbrannt. Vor Zigeunern, die in ihren ersten Lebensjahren noch oft in der Nähe ihres Wohnortes kampieren, hat sie große Angst.
Als Pflegekind wird sie regelmäßig von der Fürsorgerin Cäcilia Grimm besucht, die in ihren Berichten regelmäßig bestätigt, dass das Kind bei guter Gesundheit ist, normal gedeiht und von der Familie Breirather hervorragend betreut wird.
Im Spätherbst 1942 taucht ein Gendarm in der Wohnung der Breirathers auf, der nachfragt, ob sie ein amtliches Schreiben aus Linz oder Steyr erhalten haben. Josefa Breirather verneint dies wahrheitsgemäß, ist aber seit diesem Besuch alarmiert und bittet ihren Mann, seine Tätigkeit im Widerstand gegen die Nationalsozialisten wenigstens vorerst einzustellen. Beim nächsten Besuch der Fürsorgerin reagiert sie panisch. Im Nachhinein wird sie feststellen, dass Cäcilia Grimm bei diesem Besuch am Dreikönigstag 1943 das Gespräch auf Sidonies mangelnden Schulerfolg und ihre Angewohnheit, den Pflegeeltern zu schmeicheln, gelenkt hat, was laut Hackl verhängnisvoll für das Kind werden sollte. Denn am 9. März 1943 erhält Familie Breirather ein Schreiben der Leiterin des Jugendamtes Steyr-Land, Käthe Korn, mit der Mitteilung, dass Sidonie zu ihrer leiblichen Mutter zurückgebracht werden soll. Die Behörden glauben mittlerweile, dass es sich dabei um eine Frau Christine Berger handelt, die mit einem Pferdehändler namens Roman Plach umherzieht.
Hans und Josefa Breirather kämpfen um das Kind, das wie ihr eigenes geworden ist, demütigen sich vor der Fürsorgerin und dem Bürgermeister, wollen auf das Pflegegeld verzichten, bieten gar an, Sidonie sterilisieren zu lassen, und versuchen, ein Versteck für Sidonie zu organisieren. Dies schlägt aber fehl.
Fräulein Grimm, die nach dem letzten Besuch bei den Breirathers ein angefordertes Gutachten über Sidonie geschrieben und dabei die Kritikpunkte, die dabei zur Sprache kamen, getreulich aufgeführt hat, wie auch der Bürgermeister stellen sich auf den Standpunkt des Gehorsams und der Pflichterfüllung, nicht ohne dabei, wie besonders der Bürgermeister, falsche Versprechungen zu machen. Sie wollen nicht wahrhaben, was sie wissen müssten: dass die zehnjährige „Sidi“ zwar zu ihrer leiblichen Mutter gebracht werden soll, aber nur deshalb, um alle „Zigeuner“ gesammelt nach Osten abtransportieren zu können. Nicht zuletzt durch ihre schriftlichen Beurteilungen und Bedenken liefern der Bürgermeister, Fräulein Grimm und der Schulleiter das Mädchen dem Tod aus. Die Fürsorgerin macht sich durch ihre Bereitschaft, Sidonie nach Hopfgarten zum Treffpunkt zu bringen, zur Handlangerin des verbrecherischen NS-Systems.
Im Konzentrationslager Auschwitz-Birkenau stirbt Sidonie – nach Aussage ihres leiblichen Bruders Joschi Adlersburg – nicht an Flecktyphus, wie unmittelbar nach dem Krieg berichtet, sondern an „Kränkung“. Sie hat die Trennung von ihren Zieheltern und ihren Geschwistern nicht verwunden und ist an diesem Trauma gestorben.

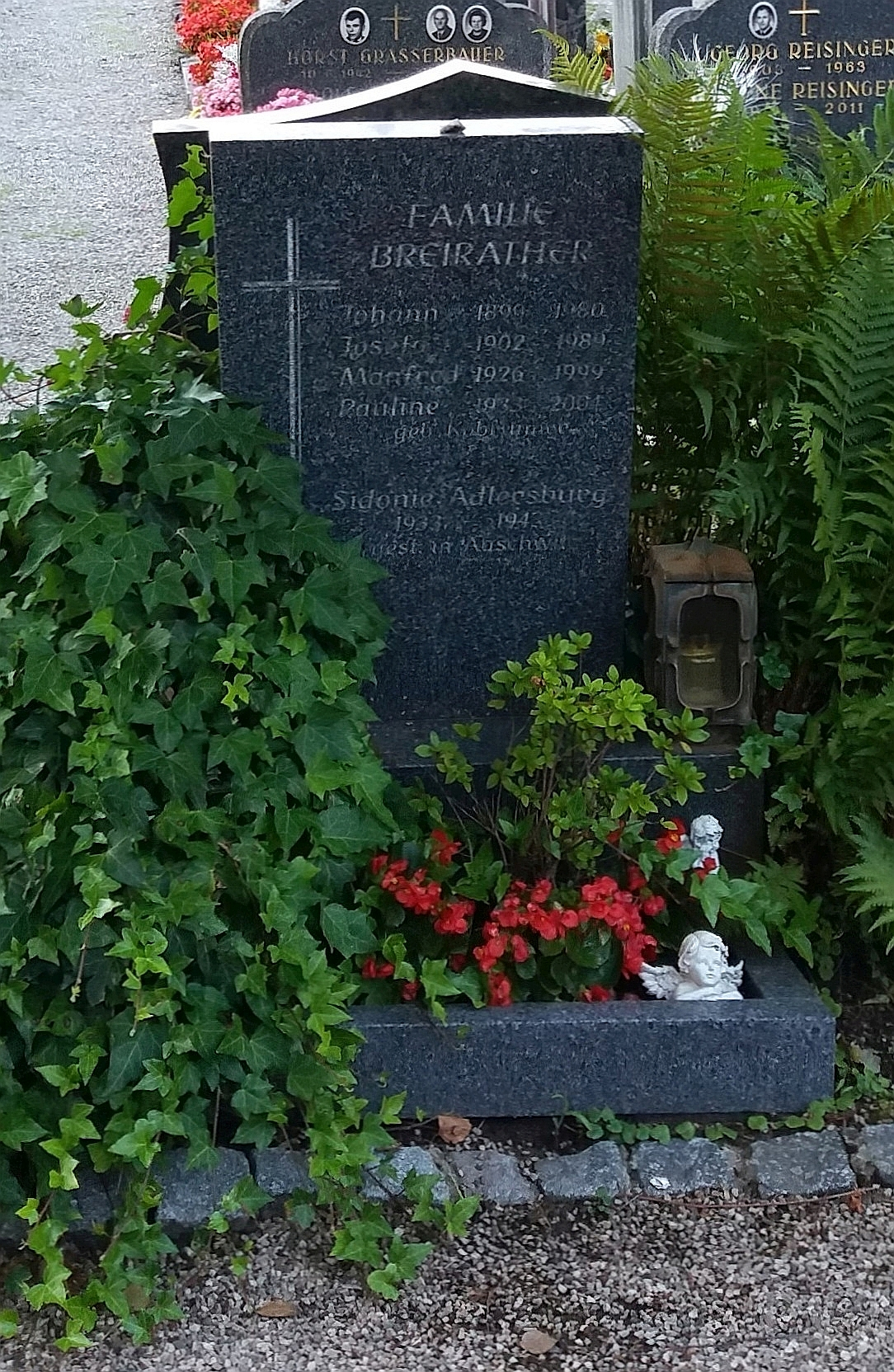
Steyr, Urnenfriedhof am Tabor: Grab der Familie Breirather mit Inschrift zur Erinnerung an Sidonie

Sofort nach Kriegsende bemüht sich Hans Breirather, kurzfristig zum Bürgermeister ernannt, etwas von Sidonies Verbleib zu erfahren, und muss hören, dass sie mit dem letzten Zug nach Auschwitz abtransportiert wurde. Hans Breirather versucht noch Jahre danach das Schweigen zu brechen, doch bis in die 90er Jahre will sich niemand mit diesem Teil der eigenen Geschichte auseinandersetzen.
Als Breirather 1980 stirbt, lässt die Familie auf den Grabstein im Urnenfriedhof am Tabor in Steyr auch Folgendes eingravieren: „Sidonie Adlersburg 1933–1943 gestorben in Auschwitz“ und Manfred übernimmt das Vermächtnis, die Erinnerung an seine Schwester wachzuhalten. Er ist neben seiner Mutter Josefa der Hauptberichterstatter der Ereignisse.
Am Ende des Buches weist Hackl auf das ganz anders verlaufene Schicksal des Roma-Mädchens Margit hin, das auch in einer Pflegefamilie in Österreich lebte, aber aufgrund der Zivilcourage des Bürgermeisters und der positiven Berichte, die die Zuständigen über dieses Kind geschrieben haben, dem Deportationsbefehl entgangen ist und den Krieg überlebt hat.

## Sprache und Form
Collageartig verschränkt der Autor Originalzitate aus Archivdokumenten mit Zeugenberichten und eingefügten Kurzdialogen, die jedoch gerade in ihrer Nüchternheit beeindrucken und sich so gut in die Erzählweise nach Art eines Chronisten einfügen.
Lapidar, aber für das Verständnis ausreichend, werden historische und politische Zusammenhänge erwähnt; die Lesbarkeit der Erzählung als poetischer Text wird dadurch nicht beeinträchtigt.
Beispiel für einen Perspektivenwechsel:

„Dann bemühte sich Manfred, das Schweigen um das Mädchen zu brechen. […] Eines Tages verspürte er den Drang, jemandem sein Herz auszuschütten. Er suchte den Kaplan von Sierninghofen auf, fing an zu erzählen, der andere starrte ihn wie verstört an, wie ein Gespenst, da hab ich es gleich wieder gelassen. Der hat gar nichts gesagt, mich nur so angeschaut.“

## Rezeption
Erich Hackls Werk wurde von der Kritik positiv aufgenommen und bald in viele Sprachen übersetzt. „Abschied von Sidonie“ ist laut einem Artikel in der Bücherschau anlässlich seines 60. Geburtstages „die ebenso präzise wie empathische literarische Bearbeitung eines unerhörten, jahrzehntelang verschwiegenen Falles“. Das Werk sei „nicht nur bedrückend“, sondern auch eine „Pflichtlektüre für geschichtlich interessierte Leser“. Hackl gelinge „der Brückenschlag von gut recherchierten Fakten zu einer in ihrer einfachen und klaren Sprache und existenziellen Unerbittlichkeit anrührenden Geschichte, die von der Brutalität und der Feigheit der Menschen berichtet“.

## Buchausgabe
- Erich Hackl: Abschied von Sidonie. Diogenes, Zürich 1989, ISBN 3-257-01824-X. (Taschenbuch: 1991, ISBN 3-257-22428-1)
- Ursula Baumhauser: Abschied von Sidonie: Materialien zu einem Buch und seiner Geschichte. Diogenes, Zürich 2000, ISBN 3-257-23027-3.

## Übersetzungen
- Albanische Sprache, dänisch, englisch, französisch, hebräisch, italienisch, koreanisch, niederländisch, polnisch, portugiesisch, schwedisch, slowenisch, spanisch, arabisch, tschechisch und türkisch.

## Nachwirkungen

### Politisch-gesellschaftlich
Im Jahre 1988 wurde in Sierning-Letten eine Gedenktafel am Jugendzentrum angebracht, die an Sidonie Adlersburg und den Völkermord erinnert. Im Jahre 2000 wurde schließlich der neu eingeweihte Gemeindekindergarten nach ihr benannt. Ein Denkmal, das vor dem Kindergarten errichtet wurde, zeigt eine Mutter, die sich schützend über ihr Kind beugt.
Ein Eintrag vom 8. März 1943 im damaligen Fürsorgeakt, geschrieben von der Leiterin des Kreisjugendamtes Steyr, lautet:
„Obwohl sich bisher im Wesen der Sidonie Berger (Adlersburg) nichts Zigeunerhaftes gezeigt hat, halte ich es doch für besser, wenn die Minderjährige schon jetzt zur Mutter kommt, denn je größer das Kind wird desto mehr wird und muß schließlich einmal der Abstand zwischen der Minderjährigen und ihren Altersgenossen zutage treten. Bei dem Ehrgeiz und der Empfindlichkeit des Mädchens ist es jetzt noch nicht abzusehen, wie sich die früher oder später doch auftretende Erkenntnis, dass sie den bisherigen Mitschüler und Mitschülerinnen nicht gleichgestellt werden kann, auswirkt. Schon aus diesem Grund halte ich es für besser, wenn das Kind schon jetzt zur Mutter kommt, denn später wird sie sich noch schwerer in die Verhältnisse, in die sie wegen ihrer Abstammung doch einmal verwiesen wird, finden.
 Die Leiterin des Kreisjugendamtes Steyr.“
Diesen Eintrag nahm Marianne Gumpinger, Vizedekanin für Lehre der Fakultät für Gesundheit und Soziales der Fachhochschule Oberösterreich, als Ausgangspunkt für eine kritische Betrachtung der Rolle der Sozialen Arbeit im Nationalsozialismus. Sie zog mehrere mögliche Faktoren für den Versuch einer Erklärung der bereitwilligen Mitarbeit mit dem Regime heran: So war unter dem NS-Regime Sozialarbeit „eine der wenigen Möglichkeiten für Frauen berufstätig sein und einer angesehenen und anspruchsvollen Tätigkeit nachgehen zu können“. Außerdem habe die Vertrautheit der gewohnten Arbeit womöglich das „Mörderische“ des eigenen Tuns verdeckt. Als weitere mögliche Faktoren nannte sie die Erfahrung der Aufwertung der eigenen Arbeit, neue und erweiterte Tätigkeitsfelder, vordergründige „Erfolge“ des Nationalsozialismus sowie eine große Akzeptanz eugenischer Überlegungen in Wissenschaft und Öffentlichkeit. Auf Basis dieser Betrachtungen mahnt Gumpinger eine selbstkritische Reflexion Sozialer Arbeit an.

### Künstlerisch
- Erich Hackl: Abschied von Sidonie. Drehbuch zum Film. Regie Karin Brandauer. Mit Arghavan Sadeghi-Seragi, Kitty Speiser, Georg Marin. Deutschland 1990.[6]
- Theaterstück Sidonie, Dramatisierung und Regie: Christian Martin Fuchs, mit Christina Blumencron, Ursula Elzenbaumer, Ogün Derendeli u. a., Stadttheaters Bruneck 2005.[7]
- Elisa Treml: Begegnung mit Sidonie. Digitaldruck auf Textil. Dauer-Installation in der Aula der Fachhochschule für Soziales in Linz.[8]